# Hister obtusisternus
Hister obtusisternus är en skalbaggsart som beskrevs av Schmidt 1889. Hister obtusisternus ingår i släktet Hister och familjen stumpbaggar. Inga underarter finns listade i Catalogue of Life.